# Miguel Pereira (futebolista)
Miguel Francisco Pereira (Luanda, 23 de agosto de 1975) é um ex-futebolista e treinador de futebol angolano que atuava como atacante.

## Carreira de jogador
Jogou toda sua carreira no futebol da Alemanha, entre 1993 e 2007. Estreou profissionalmente no Schalke 04, atuando em 16 jogos e fazendo um gol em 6 temporadas pelos Azuis Reais, e vestiu ainda as camisas de Preußen Münster (empréstimo), St. Pauli (1999 a 2000) e Munique 1860 (time B, entre 2001 e 2002). Miguel Pereira jogou ainda as divisões semi-profissionais da Alemanha, representando VfB Hüls e Wattenscheid. Abandonou os gramados em 2007 e trabalhou até 2011 no Zweckel, alternando entre o time Sub-19 e o elenco principal.
Seu último trabalho como técnico foi no Adler Ellinghorst e.V., na temporada 2011–12.

## Seleção Angolana
Miguel Pereira disputou 11 partidas pela Seleção Angolana, integrando o elenco que disputou a Copa Africana de Nações de 1998. Atuou nos 3 jogos dos Palancas Negras, que caíram na primeira fase - seus 2 gols foram no mesmo ano e sobre o mesmo adversário, a Namíbia: um pela Copa Africana e outro pela Copa COSAFA.

## Títulos
Campomaiorense
- Segunda Liga: 1 (1996–97)
- Segunda Divisão B: 1 (1991–92)